# Atletismo nos Jogos Pan-Americanos de 1995 - 10000 m feminino
A prova dos 10000 m feminino nos Jogos Pan-Americanos de 1995 foi realizada no Estádio Atlético "Justo Roman".

## Medalhistas
| Ouro                      | Prata                        | Bronze                           |
| Carmen Furtado BRA Brasil | Carole Montgomery CAN Canadá | María del Carmen Díaz MEX México |

### Final
| Posição           | Nome                  | Nacionalidade      | Tempo    | Notas |
| ----------------- | --------------------- | ------------------ | -------- | ----- |
| Medalha de ouro   | Carmen Furtado        | BRA Brasil         | 33:10.19 |       |
| Medalha de prata  | Carole Montgomery     | CAN Canadá         | 33:13.58 |       |
| Medalha de bronze | María del Carmen Díaz | MEX México         | 33:14.94 |       |
| 4                 | Silvana Pereira       | BRA Brasil         | 33:15.24 |       |
| 5                 | Laura LaMena-Coll     | USA Estados Unidos | 33:16.15 |       |
| 6                 | María Luisa Servín    | MEX México         | 33:18.36 |       |
| 7                 | Gwyn Coogan           | USA Estados Unidos | 33:42.49 |       |
| 8                 | Érika Olivera         | CHI Chile          | 34:54.42 |       |